# Ignacy Dec
Ignacy Dec, född 27 juli 1944 i Hucisko nära Leżajsk, är en polsk teolog, biskop i Świdnica stift.

## Biografi
Dec kommer från en jordbrukarfamilj, är son till Wojciech och Aniela, och har sju syskon (två systrar var nunnor.) Han gick i gymnasiet i Leżajsk (1958-1962) och studerade filosofi och teologi i högre teologiska seminariet vid Påvliga teologiska fakulteten i Wrocław (1962-1969, med avbrott för två års militärtjänst i Lublin, 1963-1965). Han prästvigdes den 21 juni 1969 av Wrocławs ärkebiskop Bolesław Kominek. År 1971 försvarade han vid Påvliga teologiska fakulteten i Wrocław sitt examensarbete som handleddes av professorn och biskopen Wincenty Urban. Under de följande åren studerade han vidare - 1970-1976 vid Katolska universitetet i Lublin (1973 magister i kristen filosofi med ett arbete om Gabriel Marcel, under handledning från professor Mieczysław Krąpca, 1976 doktorerade han om Marcel återigen under prof. Krąpca, året före hade han avlagt ytterligare en magistergrad i fundamentalteologi, handledare var professor Czesław Bartnik), under åren 1976-1979 arbetade Dec som präst i Wrocław samtidigt som han föreläste om filosofins historia och antropologi vid universitetet. 1979-1980 studerade han vidare vid Katolska universitetet i Leuven i Belgien och i Paderborn i Tyskland. År 1991 blev han docent vid filosofiska fakulteten vid Katolska universitetet i Lublin. Bland hans lärare i Lublin var Karol Wojtyła och Stefan Swieżawski.
Vid Påvliga teologiska fakulteten i Wrocław blev han år 1991 docent och 1999 erhöll han professors titel. År 1982-1984 var han prefekt, 1984-1988 prorektor, 1988-1995 rektor för seminariet och 1992-2004 rektor för Påvliga teologiska fakulteten. Han grundade och redigerade tidskriften för teologisk forskning i Wrocław, var en av grundarna och ordförande i teologiska sällskapet i Wrocław och är medlem av teologiska avdelningen vid Polska vetenskapsakademien sedan 2003.
Dec akademiska forskning handlar om kristen filosofi (thomism, kristen existentialism), filosofisk antropologi och den moderna filosofins historia.
År 1988 fick han titeln påvlig prelat och 1992 kanik vid domkapitlet i Wrocław samt 1999 apostolisk protonotar. 24 februari 2004 utsåg påven Johannes Paulus II honom till den första biskopen i det nybildade Świdnica stift. Kardinal Henryk Gulbinowicz biskopsvigde Dec den 25 mars 2005 vid domkyrkan i Świdnica.
Personlig sekreterare till biskopen har varit Krzysztof Iwaniszyn (2004-2005), Witold Baczyński (2005-2009) och sedan 2009 Marcin Gęsikowski. Dec är hedersmedborgare i Świdnica sedan 26 februari 2009.